# Antonino Caponnetto
(Dal discorso del giorno del suo insediamento a Palermo come capo dell'Ufficio istruzione)
Antonino Caponnetto (Caltanissetta, 5 settembre 1920 – Firenze, 6 dicembre 2002) è stato un magistrato italiano, noto soprattutto per aver guidato, dal 1983 al 1988, il Pool antimafia ideato  da Rocco Chinnici nel 1980.
Dopo l'assassinio di Chinnici, ne prese il posto nel novembre 1983 e dette forma giuridica al pool e accanto a sé chiamò Giovanni Falcone, Paolo Borsellino,  Giuseppe Di Lello e Leonardo Guarnotta. La loro attività portò all'arresto di più di 400 criminali legati a Cosa Nostra, culminando nel maxiprocesso di Palermo, celebrato a partire dal 10 febbraio 1986. È considerato uno degli eroi della lotta alla criminalità organizzata in Italia.

## Biografia

Antonino Caponnetto (a destra) con Giancarlo Caselli nel 1996.

All'età di 10 anni, Caponnetto si trasferì dalla Sicilia, sua terra natia, a Pistoia; chiamato alle armi dopo la maturità liceale, era stato inviato con la sua compagnia di bersaglieri in Nord Africa. Dopo la seconda guerra mondiale si laureò in giurisprudenza all'Università degli Studi di Firenze. 
Entrato in magistratura nel 1954, al primo incarico come Pretore di Prato rinviò alla Corte Costituzionale due norme del testo unico sulla Pubblica Sicurezza che vietavano il volantinaggio ottenendo in favore della libertà della persona le sentenze n. 1 e 2 della Corte Costituzionale. Nel 1968 è Sostituto Procuratore della Repubblica a Firenze e si occupa del duplice omicidio di Barbara Locci e Antonio Lo Bianco (omicidio avvenuto a Signa (FI)) ed in seguito collegato agli altri sette duplici omicidi del "Mostro di Firenze". La sua carriera ebbe una svolta nel 1983 quando ottenne il trasferimento a Palermo, successivamente all'uccisione di Rocco Chinnici, capo dell'Ufficio istruzione di Palermo. Iniziarono così cinque anni di trincea e di soddisfazioni professionali.
Seguendo la strategia studiata dall'ufficio istruzione di Torino, dove Giancarlo Caselli operava per la lotta al terrorismo, e continuando l'opera di Rocco Chinnici, realizzò nel 1984 un gruppo di magistrati che aveva il compito di occuparsi esclusivamente della lotta alla mafia. Il pool, che vide la partecipazione di Giovanni Falcone, Paolo Borsellino, Gioacchino Natoli, Giuseppe Di Lello e Leonardo Guarnotta, istruì il primo grande processo contro la mafia e si servì delle dichiarazioni di mafiosi che avevano deciso di collaborare con la giustizia, come Tommaso Buscetta e Salvatore Contorno. Quando decise di lasciare Palermo per tornare a Firenze indicò in Falcone il suo successore. Il Consiglio superiore della magistratura gli preferì Antonino Meli, e Caponnetto non nascose mai la sua forte amarezza per questa decisione, dovuta, secondo le sue parole a "cinque vergognose, letali, astensioni e due voti di maggioranza". Ribadendo in seguito anche le parole di Paolo Borsellino in proposito, che parlò di Giuda presenti fra coloro che presero la decisione.
Concluse la sua carriera nel 1990 e dovette assistere prima alla morte di Falcone e poco dopo di Borsellino, assassinati dalla mafia. Divenne celebre il suo amareggiato commento alle telecamere poco dopo la strage di via d'Amelio, in cui disse «È finito tutto!», stringendo le mani del giornalista che gli aveva posto la domanda. Di tale commento si pentì subito, come spiegò poco dopo alla cittadinanza durante i funerali di Paolo Borsellino e poi, successivamente, in un'intervista a Gianni Minà nel 1996 nel corso della trasmissione Storie (Rai 2):
(Antonino Caponnetto)
Da pensionato iniziò instancabilmente un viaggio per le scuole e le piazze di tutta Italia per raccontare, soprattutto ai giovani, chi fossero Falcone e Borsellino ed il lavoro compiuto da lui e dai colleghi contro il fenomeno mafioso. Caponnetto intervenne in centinaia di scuole, diventando un testimone di etica della politica e della vita civile, della giustizia e della legalità. Nel 1993 fu candidato per La Rete alle elezioni amministrative di Palermo, divenendo così presidente del consiglio comunale.
Nel 1993 ricevette dall'Università di Torino la laurea honoris causa in scienze politiche. Nel 1999 organizzò il primo vertice sulla legalità e la giustizia sociale a Firenze, insieme a magistrati, avvocati, associazioni, giornalisti, per discutere sulla situazione della legalità in Italia.
Cittadino onorario di Palermo, Catania, Grammichele, Monteveglio, per tre volte è stato oggetto di una raccolta di firme per la nomina a senatore a vita. Quando compì 80 anni, ricevendo gli auguri anche dal presidente della repubblica Carlo Azeglio Ciampi, festeggiò in famiglia e ricordò Falcone e Borsellino: «Li sento sempre vivi, più vivi che mai. Ho l'impressione che veglino dall'alto proprio su di me».
Fondò l'Associazione Viva Jospin dedicata all'ex primo ministro francese.
Fondò la Fondazione Sandro Pertini di cui è stato il primo presidente.
Morì a Firenze dopo una lunga malattia il 6 dicembre 2002, all'età di 82 anni.

## Eredità e influenza
Antonino Caponnetto fece una disamina del fenomeno mafioso, fornì l'orientamento necessario per comprendere i legami che essa intrattiene col mondo politico:
Dopo la sua morte la moglie Elisabetta Baldi (Pistoia, 1922 – Firenze, 2023) insieme a Salvatore Calleri e altri amici ha fatto nascere nel giugno 2003 la Fondazione Antonino Caponnetto.
Gli sono state intitolate la nuova mensa del Polo delle Scienze Sociali dell'Università degli Studi di Firenze e il refettorio oltre a numerose strade e piazze in tutta Italia.
Dal 2010 prende il suo nome il primo Istituto Comprensivo di Monsummano Terme, in provincia di Pistoia.

## Opere
- I miei giorni a Palermo. Storie di mafia e di giustizia raccontate a Saverio Lodato, Milano, Garzanti, 1992. ISBN 88-11-73904-7
- Una vita, una speranza. Antonino Caponnetto intervistato da Pierluigi Diaco e Roberto Pavone, Acireale, Bonanno, 1993. ISBN 88-7796-053-1
- Costituzione, una carta da buttare? Milano, 4 novembre 1994, Milano, a cura del Comitato Giorgio La Pira, 1994
- Testimoniare l'impegno. Incontro-dibattito con i giovani del Liceo classico G. Verga di Adrano, 18 maggio 1994, Adrano, Amministrazione comunale, Assessorato alla cultura, 1995
- Il potere della mafia, in Cinquant'anni di Repubblica italiana, Torino, Einaudi, 1996. ISBN 88-06-13973-8
- Io non tacerò. La lunga battaglia per la giustizia, Milano, Melampo, 2010. ISBN 978-88-89533-48-2